# أكتريزر
أكتريزر (بالإنجليزية: ActRaiser)، هي لعبة فيديو يابانية من نوع مغامرات وأكشن وإعمار بلدة جديدة، صدرت في الأسواق سنة 1990، حيث كانت تعمل لمنصة سوبر نينتندو إنترتينمنت سيستم، وتم إعادة إصدار اللعبة سنة 2021، وتعمل لعدة منصات، ومنها بلاي ستيشن 4 ونينتندو سويتش، حيث نشرها شركة إينكس.